# Апачинский, Александр Иванович
Александр Иванович Апачинский (1953—2013) — советский и казахский спортсмен и тренер по боксу; Мастер спорта СССР, Заслуженный тренер Республики Казахстан (1992).

## Биография
Родился 25 января 1953 года в поселке Эргли Мадонского района Латвийской ССР. В марте этого же года вся семья переехала в город Балхаш Казахской ССР.
Окончив местную среднюю школу № 9, в 1969 году поступил в ГПТУ № 2 на специальность «электрик». В училище Александр начал заниматься спортом. После окончания училища начал трудовую деятельность на Балхашском хлебозаводе. Продолжил заниматься боксом, становился неоднократным чемпионом города и области, чемпионом Казахстана, серебряным призером Всесоюзных соревнований 1978 года, получив звание «Мастер спорта СССР».
С 1971 по 1973 годы служил в рядах Советской армии. После демобилизации, по 1980 год, работал тренером по боксу в спортивном клубе «Балхаш». В 1981—1995 годах работал в ДЮСШ спортивного общества «Трудовые резервы» (на базе городского СПТУ-4). Одновременно Апачинский являлся старшим тренером сборной команды Республики Казахстан по боксу.
В 1992 году Александру Ивановичу Апачинскому за подготовку чемпиона Европы среди молодежи — Василия Жирова, было присвоено звание «Заслуженный тренер Республики Казахстан». Когда его воспитанник на XXVI летних олимпийских играх 1996 года в Атланте (США) стал олимпийским чемпионом, Апачинскому было присвоено звание «Заслуженный работник образования Республики Казахстан».
Сам Василий Жиров о своём тренере вспоминал:
«Мой первый тренер Александр Иванович Апачинский хотел, чтобы я вырос не просто боксером, а вырос человеком. Скажу так, он помог мне в этом. Он был жестким человеком, но если посмотреть на жизнь, на ту энергию жизни, то ее напор тебя просто съест. Он научил меня идти до конца, несмотря ни на что». — В интервью порталу www.zakon.kz,2016 год.
В числе заслуг Апачинского, как тренера, является завоевание сборной Казахстана по боксу двух золотых и двух серебряных медалей на Олимпийских играх в Сиднее (Австралия, 2000). После Олимпиады, в 2000 году, он был награжден медалью «За трудовое отличие», а 7 ноября 2000 года Апачинскому решением Балхашского городского маслихата Александру Апачинскому было присвоено звание «Почетный гражданин города Балхаш».
Умер 24 декабря 2013 года в городе Балхаш. Похоронен там же.